# Лоу-фай хип-хоп
Лоу-фай хип-хоп (англ. lo-fi hip hop) или чиллхоп (англ. chillhop) — поджанр даунтемпо, совмещающий хип-хоп и чилаут. Жанр стал популярен в конце 2010-х годов благодаря платформе YouTube.

## История
В 2011 году в видеохостинге YouTube появились не ограниченные по времени прямые трансляции. Изначально воспользоваться функцией могли только избранные блогеры, но к 2013 году администрация смягчила правила, распространив право сначала на верифицированные профили, а затем и на всех, у кого не менее 100 подписчиков. К этому моменту лоу-фай уже сформировался как жанр, но он был андеграундным, и мало кто о нём знал.
В 2013 году на YouTube стали появляться трансляции в форме круглосуточных «радио станций», посвященные различным микрожанрам, в частности вейпорвейву, являющимся производной от чиллвейва. Житель Роттердама Бас ван Леувен основал музыкальный канал Chillhop, где сначала поделился плейлистами лоу-фай хип-хопа, а затем начал транслировать музыку. По состоянию на май 2020 года, на YouTube-канале Chillhop Music насчитывается свыше 2,7 млн подписчиков, а сам проект превратился в компанию с 25 сотрудниками и собственным звукозаписывающим лейблом.
В 2014 году два 16-летних британских подростка Люк Притчард и Джонни Лэкстон запустили канал College Music и разместили на нём своих любимых лоу-файн хип-хоп музыкантов. Только спустя 2 года они поняли, что могут не только выпускать треки, но и транслировать их. За месяц до первого эфира у них было около тысячи подписчиков, через месяц — уже 100 тысяч. К концу мая 2020 года на канал подписалось более миллиона пользователей.
К 2018 году у нескольких подобных каналов насчитывалось более миллиона подписчиков. Плейлист стримингового сервиса Spotify «Chill Hits», преимущественно состоящий из лоу-фай хип-хопа достиг 5,4 млн слушателей и продолжал стремительно расти. Диджей и автор группы подобных каналов Райан Целсиус предположил, что трансляции были вдохновлены ностальгией по коммерческим телевизионным вставкам, которые использовались американскими анимационными телеканалами Toonami и Adult Swim в 2000-е годы, и что такие трансляции были созданы «людьми, которым одинаково нравится как аниме, так и „качающие“ хип-хоп биты».

## Известные представители
Одни из ключевых фигур инструментального хип-хопа Nujabes и J Dilla называются также и «крёстными отцами лоу-фай хип-хопа». Третьим из «столпов» музыкальных стримов YouTube является канал ChilledCow (ныне — LofiGirl), который хоть и появился позже, но стал самым популярным. В 2016 году его основал 23-летний студент Дмитрий, живший в то время в Париже. Именно ChilledCow у многих ассоциируется с понятием «музыкальные трансляции для учёбы». Агрегатор журнала Vice Люк Винки назвал автора канала Lofi Girl «человеком, который впервые изобразил в качестве визитной карточки анимешную девочку-студентку, что задало эстетические рамки для остальных людей, работающих в этом жанре» и предположил, что «если есть один общий критерий для лоу-фай хип-хопа, то это, вероятно, [альбом MF Doom и Madlib 2004 года] Madvillainy».

## Популярность
Вещание 24/7 и постоянный чат — всё это способствует не только прослушиванию музыки, но и общению. На стримах обычно находится не менее нескольких сотен человек, которым есть о чём поговорить.
Авторы лоу-фай хип-хоп каналов используют самых разных персонажей в качестве обложек стримов и микстейпов: одни выбирают животных, другие — персонажей «Симпсонов», а некоторые вообще обходятся без героев. Примерно с 2017 года образы стримов стали переплетаться с культурой аниме — на обложках появились кадры из мультфильмов Cowboy Bebop и «Принцесса Мононоке».
В 2018 году начался настоящий бум на лоу-фай хип-хоп стримы: резко увеличилась аудитория каналов, появились десятки аналогов с названиями вроде lofi hip hop radio beats to study/relax/chill. Об этом феномене написала американская газета The New York Times. В то время формат окончательно закрепился в интернет-культуре. Вокруг трансляций сформировались полноценные сообщества: людей объединяет общий вкус к музыке и то, что каждый должен сделать домашнее задание, подготовиться к экзамену или, наоборот, сделать небольшой перерыв. И большинство зрителей, которые приходят на музыкальные стримы учиться, как отмечает TJ, одиноки: они часто включают музыку в фоновом режиме, чтобы не выполнять свои дела в тишине.
Аудитория лоу-фай хип-хопа значительно выросла во время пандемии COVID-19 в 2020 году. Как отмечает интернет-издание TJ, музыкальные стримы для учёбы обычно особенно актуальны в мае, когда школьники готовятся к выпускным экзаменам (ОГЭ и ЕГЭ), а студенты — к сессии и защите дипломной работы. И хотя пандемия COVID-19 изменила привычный уклад жизни, лоу-фай хип-хоп стримы на карантине стали более популярными.

## Критика
Издание Mashable назвало зрителей лоу-фай стримов «самым тёплым и понимающим сообществом в Интернете», где они могут поделиться своими проблемами и получить поддержку. Автор Study Break отмечает: «Лоу-фай хип-хоп стрим — это продукт для тех, кто живёт в условиях постоянного давления, от тех, кто знает, как его смягчить».
В апреле 2020 года в MTV News отметили, что «музыканты смешивают упрощённые мелодии с разумным использованием слов, чтобы вызвать сильное чувство ностальгии», и заявили что карантин, действующий в различных странах, «заставил людей проводить больше времени в сети из-за скуки, а музыкальные трансляции полностью раскрыли свой потенциал».
Лоу-фай хип-хоп считается интернет-мемом. Многие продюсеры этого жанра позже дистанцировались от этого ярлыка или переключились на другие музыкальные стили. Жанр обычно критикуют за простоту музыки и клишированное звучание.